# 伊号第五十一潜水艦
| 伊号第五十一潜水艦 |                                                                              |
| 艦歴               |                                                                              |
| 計画               | 1918年度(八六艦隊案)                                                         |
| 起工               | 1921年4月6日                                                                 |
| 進水               | 1921年11月29日                                                               |
| 就役               | 1924年6月20日竣工                                                            |
| 除籍               | 1940年4月1日                                                                 |
| その後             | 1941年売却                                                                   |
| 性能諸元           |                                                                              |
| 排水量             | 基準：1,390トン 常備：1,500トン 水中：2,430トン                              |
| 全長               | 91.44m                                                                       |
| 全幅               | 8.81m                                                                        |
| 吃水               | 4.60m                                                                        |
| 機関               | ズルツァー式2号ディーゼル4基4軸 水上：5,200馬力 水中：2,000馬力              |
| 速力               | 水上：18.4kt 水中：8.4kt                                                     |
| 航続距離           | 水上：10ktで20,000海里 水中：4ktで100海里                                    |
| 燃料               | 重油：508t                                                                   |
| 乗員               | 70名                                                                         |
| 兵装               | 45口径12cm単装砲1門 53cm魚雷発射管 艦首6門、艦尾2門 六年式魚雷24本 Kチューブ |
| 備考               | 安全潜航深度：45.7m                                                          |

伊号第五十一潜水艦（いごうだいごじゅういちせんすいかん）は、大日本帝国海軍の潜水艦。艦級は海大I型（海大型は海軍大型の意味）で同型艦はない。海大型系列の潜水艦で最初の艦。また日本潜水艦で初めて水上機を試験的に搭載し発着試験を行った。1940年に除籍、戦歴無し。

## 概要
第一次世界大戦でのドイツ海軍のUボートの活躍に刺激され日本海軍は潜水艦の整備に乗り出した。本艦はそのうちの艦隊決戦に使用する大型の潜水艦である。1918年（大正7年）の八六艦隊案で計画番号S22として計画され、呉海軍工廠で1921年4月に起工、1924年（大正13年）6月20日に竣工。呉鎮守府籍。
竣工時名称は第四十四潜水艦であるが、竣工直後の1924年(大正13年)11月1日に伊号第五十一潜水艦と改名された。
本艦の艦型名も幾度か改正が行われ、海軍大型四十四型、伊号型海大一型、（一等）海大一型、最終的には艦型名なしとなった。
海大型潜水艦の系列の最初のもので、水上で高速を発揮し艦隊と共に行動して敵艦隊と対決することを想定して建造された。すなわち米艦隊を繰り返し襲撃することが想定され、敵の速力（艦隊の巡航速度15ノット、個艦の速力21ノット程度が予想されていた）以上の水上速力23ノットが要求された。当時まだ高出力ディーゼルが無かったため、海中型で採用されたディーゼル機関を4基搭載、スクリューは4軸とした。そのために内殻は円筒を2つ横に並べたような特異な形となった。本艦ではまず速力20ノットを目指していたが実際は18ノット強にとどまり、海大系列の潜水艦が速力23ノットを達成するのは1934年（昭和9年）に第1艦が竣工する海大6型aまであと10年待つ必要があった。また航続力は本艦は20,000海里（10ノット時）にもなり、当時の海中型潜水艦（海中3型）の6,000海里（10ノット時）から大幅に増大している。
本艦は専ら実験や訓練用の潜水艦として使われた。この潜水艦の設計及び建造の経験は帝国海軍が後に大型潜水艦を建造する際の最初となった。
1925年（大正14年）12月1日、伊52と共に第二艦隊第2潜水戦隊第17潜水隊を編成。
1928年（昭和3年）12月10日、第17潜水隊は呉鎮守府付属となる。
1931年（昭和6年）に呉工廠で円筒形の水上機格納筒を装備、横廠式二号水上機を搭載し発着試験を行った。1933年（昭和8年）には呉式1号2型射出機を後甲板に試験装備、水上機発進の試験を行い、日本海軍潜水艦における航空機搭載のさきがけとなった。
1935年（昭和10年）11月15日、第17潜水隊の解隊に伴い、呉鎮守府付属となる。
太平洋戦争開戦前の1940年4月1日に除籍される。そのため戦歴はない。

## 潜水隊の変遷
呉鎮守府籍の伊51は海大2型、海大3型aの伊53の3隻で1個潜水隊を編成し、呉鎮の固有番号を与えられて第17潜水隊を編成した。

### 第十七潜水隊
呉鎮守府籍の伊51と、海大2型の伊52、海大3型aの伊53の3隻で編成。呉で改修や練習に使用され、昭和10年11月15日に解隊された。
1925年(大正14年)12月1日：伊51、伊52で編成。第二艦隊第2潜水戦隊。
1927年(昭和2年)3月30日：竣工した伊53を編入。編成完結。
1928年(昭和3年)12月10日：呉鎮守府付属。
1935年(昭和10年)11月15日：解隊。伊51、伊52は呉鎮守府付属に、伊53は第18潜水隊にそれぞれ転出。
(1940年(昭和15年)4月1日：伊51除籍。)
(1942年(昭和17年)8月10日：伊152除籍。)

## 艦長
※『日本海軍史』第9巻・第10巻の「将官履歴」及び『官報』に基づく。階級は就任時のもの。
艤装員長
- （心得）沢野源四郎 少佐：1921年12月1日[6] - 1922年9月15日[7]

艦長
- （心得）沢野源四郎 少佐：1922年9月15日[8] - 1924年2月9日[9]
- （心得）石井順三 少佐：1924年2月9日[9] - 1925年4月15日[10]
- 関禎 少佐：1925年4月15日 - 11月20日
- 塹江乙矢 少佐：1925年11月20日[11] - 1927年3月1日[12]
- 道野清 少佐：1927年3月1日[12] - 1928年12月15日[13]
- 三戸寿 少佐：1928年12月15日 - 1929年11月5日
- 古宇田武郎 少佐：1929年11月5日 - 1930年4月1日
- （兼）福沢常吉 中佐：1930年4月1日[14] - 12月1日
- 平野六三 少佐：1930年12月1日[15] - 1931年12月1日[16]
- 林清亮 少佐：1931年12月1日[16] - 1932年12月27日[17]
- 岩上英寿 少佐：1932年12月27日 - 1934年11月1日
- 岡本義助 少佐：1934年11月1日 - 1935年5月25日
- 貴島盛次 中佐：1935年5月25日[18] - 1935年11月15日[19]
- 久米幾次 中佐：1935年11月15日[19] - 1936年12月1日[20]